# Anatinae
Anatinae este o subfamilie de păsări anseriforme din familia Anatidae.

## Genuri

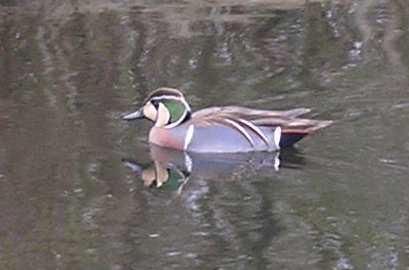

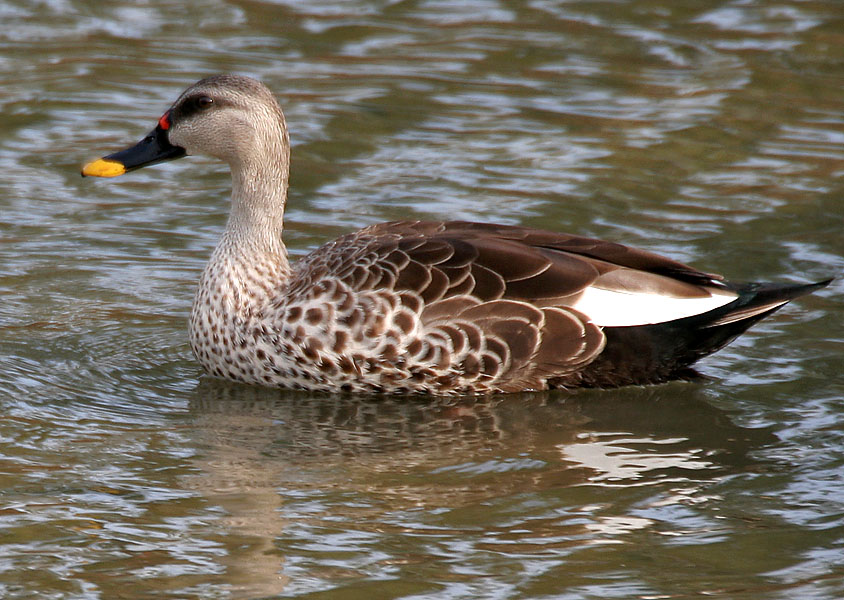
Anas poecilorhyncha în Hyderabad, India

Subfamilia Anatinae cuprinde următoarele genuri:
- Aix
- Amazonetta
- Anas
- Asarcornis
- Aythya
- Cairina
- Callonetta
- Chenonetta
- Lophonetta
- Malacorhynchus
- Marmaronetta
- Mioquerquedula[2] †
- Netta
- Nettapus
- Polysticta
- Pteronetta
- Rhodonessa †
- Salvadorina
- Speculans

De asemenea, ar putea să includă și următoarele 9 genuri, care adesea sunt considerate ca făcând parte din subfamilia Merginae:
- Bucephala
- Camptorhynchus †
- Clangula
- Histrionicus
- Lophodytes
- Melanitta
- Mergellus
- Mergus
- Somateria